# Сухоломовская
Сухоломовская — деревня в Вельском районе Архангельской области. Относится к муниципальному образованию «Ракуло-Кокшеньгское».

## География
Деревня расположена в 66 километрах на восток от Вельска на левом берегу реки Кокшеньга (приток Устьи) при впадении в неё притока Малая Сельменьга. Ближайшие населённые пункты: на севере деревня Коптяевская.
Часовой пояс
Сухоломовская, как и вся Архангельская область, находится в часовой зоне МСК (московское время). Смещение применяемого времени относительно UTC составляет +3:00.

## Население
| 2002 | 2010 | 2012 | 2014 |
| ---- | ---- | ---- | ---- |
| 14   | ↘7   | ↘5   | ↘3   |

## История
Указана в «Списке населённых мест по сведениям 1859 года» в составе Вельского уезда Вологодской губернии под номером «2477» как «Сухоломская». Насчитывала 4 двора, 18 жителей мужского пола и 20 женского.
В материалах оценочно-статистического исследования земель Вельского уезда упомянуто, что в 1900 году в административном отношении деревня входила в состав Ракуло-Кокшеньгского сельского общества Устьвельской волости. На момент переписи в селении Сухоломово находилось 9 хозяйств, в которых проживало 47 жителей мужского пола и 37 женского.